# Cosmosoma gemmata
Cosmosoma gemmata är en fjärilsart som beskrevs av Butler 1875. Cosmosoma gemmata ingår i släktet Cosmosoma och familjen björnspinnare. Inga underarter finns listade i Catalogue of Life.